# Villahermosa (Spanyolország)
Villahermosa egy község Spanyolországban, Ciudad Real tartományban. Villahermosa Alhambra, Villanueva de la Fuente, Montiel, Fuenllana, Carrizosa, Ossa de Montiel és El Bonillo községekkel határos. Lakosainak száma 1709 fő (2024).

## Népesség
A település népessége az elmúlt években az alábbi módon változott:
| Lakosok száma | 2577 | 2453 | 2344 | 2225 | 2181 | 2083 | 1961 | 1826 | 1770 | 1709 |
|               | 2001 | 2004 | 2006 | 2009 | 2011 | 2014 | 2016 | 2019 | 2021 | 2024 |